# Велика Сибірячихінська печера
Велика Сибірячихінська печера (рос. Большая Сибирячихинская), Печера Окладникова — печера на Алтаї, Алтайський край, Росія.  Загальна протяжність — 145 м. Глибина печери — N/A м, амплітуда висот — 30 м; загальна площа — N/A м²; об'єм — N/A м³.  Печера відноситься до Західноалтайської області Алтайської провінції Алтай-Саянської спелеологічної країни. Кадастровий номер 5145/8403-1.
Печера Окладникова — одна з найкраще вивчених палеолітичних пам’яток у Алтай-Саянському регіоні. Була відкрита багата мустьєрська кам'яна промисловість, віком 33 000 - 44 000 років, а також кілька сильно фрагментованих решток гомінід. Поряд з кількома іншими неандертальськими пам'ятками в Алтайсько-Саянському регіоні, печера Окладникова містить викопні дані одного з найсхідніших підтверджених місць з неандертальською присутністю.

## Передмова
Початково печера назва на честь найближчого села — Сибірячиха. Анатолій Деревянко перейменував печеру на честь Олексія Окладникова. Окладниковську печеру вперше розкопали в 1984 році.  Печера є однією із кількох палеолітичних пам’яток, розташованих у сточищі Ануї, поряд із печерами Денисовою, Усть-Караколською, Іскрською печерою, Карамоєм та Ануєм I-III.
Палінологічні дані свідчать про те, що, за часів, пов’язаних з палеолітичними знахідками гомінід як і сьогодні, навколишня екозона складалася переважно з сухого лісостепу, з дещо холоднішим та вологішим кліматом.

## Місцерозташування
Печера розташована на південно-західній околиці села Сибірячиха Солонешенського району Алтайського краю, на лівому березі річки Сибірячиха (притока Ануя).
Вхід в печеру розташовано з південного боку, на девонському карстовому ескарпі, знаходиться на 14 м вище сучасного рівня річки. Печера складається з комплексу взаємопов'язаних порожнин, скель що нависають, печер і п'яти галерей.

## Археологія

### Стратиграфія
Археологи виявили сім археологічних шарів у Великій Сибірячихінській печері.

### Артефакти
У печері було знайдено майже 4000 кам'яних знарядь праці. Артефакти мустьєрської культури знайшли у всіх семи шарах. Інструменти представлені головним чином скребками та скребковими ножами. Близько чверті знарядь праці у печері виготовлені з джаспероїду, ще близько 5% — із роговіку.
Кам'яні знаряддя у Великій Сибірячихінській печері подібні до знарядь Чагирської печери, і досить відрізняються від знарядь інших алтайських стоянок неандертальців. Однак, на відміну від Чагирської печери, інструменти Леваллуазької техніки знайдені лише у Великій Сибірячихінській печері. Обидві печери містять велику кількість неандертальських/мустьєрських кам'яних знарядь. Кам'яну культуру спочатку називали Алтайським мустьєром; нині культуру частіше називають Сибірячихінською культурою або Сибірячихінським варіантом.

### Фауна
У печері було виявлено понад 6000 решток тварин, що представляють щонайменше 20 різних видів — бабак, сірий вовк, руда лисиця, ведмедь, кінь, печерна гієна, волохатий носоріг, степовий зубр, благородний олень, сибірський козел, архар, бобр, Panthera spelaea та рудий вовк.
Велика кількість решток печерних гієн свідчить про те, що печера, найімовірніше, почергово була заселена печерними гієнами та гомінідами.

### Харчування
Порівняльні дослідження дієти показують, що неандертальці з алтайсько-саянського регіону жили подібно як і пізні європейські неандертальці. Обидві популяції мають ознаки того, що вони були спеціалізованими мисливцями, які, ймовірно, залежали від полювання на великих травоїдних тварин.

### Рештки гомінід
У печері було виявлено 168 кісткових фрагментів гомінід, причому більшість належить дорослим людям, а саме: п'ять зубів та дев'ять  фрагментарних черепів, що, швидше за все, належать щонайменше чотирьом окремим особам. Науковці мали дилему: всі рештки належать неандертальцям, або метисам з  Homo erectus. Морфологічні порівняння з неандертальцями не дали остаточно переконливих результатів. Це питання було вирішено через успішне застосування ДНК-тестування.

### Зразки
Знайдені рештки гомінід: 
| Лабораторний номер                                       | Матеріал                               | Вік          | Розташування                  |
| -------------------------------------------------------- | -------------------------------------- | ------------ | ----------------------------- |
| KIA-27010 [Архівовано 10 квітня 2022 у Wayback Machine.] | плечова кістка дорослого Неандертальця | 24260 ± 180  | Велика Сибірячихінська печера |
| RIDDL-719 [Архівовано 25 грудня 2016 у Wayback Machine.] | плечова кістка дорослого Неандертальця | 37750 ± 750  | Велика Сибірячихінська печера |
| RIDDL-721 [Архівовано 25 грудня 2016 у Wayback Machine.] | неандерталець-підліток                 | 32400 ± 500  | Велика Сибірячихінська печера |
| RIDDL-722 [Архівовано 10 квітня 2022 у Wayback Machine.] | неандерталець-підліток                 | 43300 ± 1500 | Велика Сибірячихінська печера |
| RIDDL-720 [Архівовано 25 грудня 2016 у Wayback Machine.] | неандерталець-підліток                 | 40700 ± 1100 | Велика Сибірячихінська печера |
| SOAN-2459 [Архівовано 25 грудня 2016 у Wayback Machine.] | неандерталець-підліток                 | 28470 ± 1250 | Велика Сибірячихінська печера |
| SOAN-2458 [Архівовано 10 квітня 2022 у Wayback Machine.] | неандерталець-підліток                 | 16210 ± 0    | Велика Сибірячихінська печера |
| RIDDL-718 [Архівовано 25 грудня 2016 у Wayback Machine.] | кістка                                 | 33500 ± 700  | Велика Сибірячихінська печера |

### Археогенетика
В 2007 році Сванте Паабо з групою дослідників з Інституту еволюційної антропології імені Макса Планка у Лейпцизі вдалося витягти ДНК з двох фрагментів викопного гомініду Великої Сибірячихінської печери: плечового діафізу неповнолітнього та окремий фрагмент стегнової кістки. Послідовність mtDNA підтвердила, що обидва фрагменти, швидше за все, належали одній особі, яка отримала назву Okladnikov 2. Послідовності мтДНК HVR I (гіперваріативна область I) зразка Okladnikov 2 підтвердили, що індивід був неандертальцем. На основі аналізу мтДНК було встановлено, що Okladnikov 2 був тісно пов'язаний з неандертальцями Європи та Західної Азії . Повторний аналіз 2014 р., з очищенною ДНК, довів що мтДНК Okladnikov 2 є базальною до зразка Mezmaiskaya 1 з Мезмайської печери і був ще ближче до західних неандертальців ніж раніше вважалося.

## Післямова
ДНК, витягнута зі скелетних решток, показала, що алтайські неандертальці (тісно пов'язані з неандертальцями, знайденими у Західній Європі) були розповсюджені приблизно на 2000 км на схід, ніж вважалося раніше. Цей близький родич сучасних людей очевидно мігрував на дуже великі відстані.
Алтай був багатим на великих травоїдних, що дозволило алтайським неандертальцям постійно оселитися в передгір'ях Алтаю як мінімум 300 000 років тому. Неандертальці Алтаю, ймовірно, обирали місця поселення, насамперед, виходячи із стратегічного розташування поблизу річок і в долинах, місцях, ідеальних для полювання на здобич. Під час раннього та середнього плейстоцену Алтай, швидше за все, був покритий лісами та лісотундрами, де чергувалися хвойні та листяні породи, що було для ранніх гомінід дуже привабливим середовищем.